# Macaparana
Macaparana est une municipalité brésilienne située dans l'État du Pernambouc.